# Joachim von Ribbentrop
Ulrich Friedrich Wilhelm Joachim von Ribbentrop (Wesel, 1893 – Nuremberg, 1946) va ser ministre d'afers exteriors d'Alemanya des de 1938 a 1945, va ser condemnat a morir a la forca als Judicis de Nuremberg.
Els detalls de la seva vida i actuació política són molt coneguts pel fet que publicà una autobiografia.
Durant la Primera Guerra Mundial lluità com a hússar als fronts de l'Est i l'Oest i guanyà la Creu de Ferro. Més endavant actuà dins la missió militar alemanya a Turquia.
Emigrà al Canadà i havent tornat a Alemanya conegué a Hitler el 1928 i s'uní a ell l'any 1932 quan s'afilià al partit nazi. Actuà com a conseller del Führer en afers estrangers a la pujada al poder dels nazis el 1933.
Sembla que per a compensar la seva relativa tardança a fer-se membre del partit nacionalsocialista va esdevenir públicament un furiós antisemita.
El 1935 va negociar l'acord britanicoalemany, que permeté el rearmament naval alemany. El 1936 va signar amb el Japó, el Pacte Antikomintern contrari a l'expansionisme del comunisme soviètic. Amb Itàlia signà el Pacte d'Acer (1939), i el mateix any passà ser ministre d'afers estrangers.
El seu major èxit va ser la signatura del pacte de no-agressió entre Alemanya i l'URSS conegut com a Pacte Molotov-Ribbentrop.
El temps en què Ribbentrop va actuar com a ministre d'afers estrangers es pot dividir en tres períodes. En el primer de 1938 a 1939, va tractar de persuadir altres estats d'alinear-se amb Alemanya en vistes a la guerra. En el segon, de 1939 a 1943, els seus esforços van anar dirigits a convèncer els altres estats a entrar a la guerra junt a Alemanya o com a mínim a mantenir una neutralitat progermànica. La fase final, de 1943 a 1945, va intentar mantenir al costat d'Alemanya als països aliats seus. Durant aquestes fases Ribbentrop es va trobar sovint amb els líders i alts diplomàtics d'Itàlia, Japó, Romania, Espanya, Bulgària, i Hongria.
Durant la guerra la seva influència va declinar, ja que els afers estrangers i, per tant, el seu ministeri van perdre pes.
Els darrers dies de la guerra va ser capturat prop d'Hamburg. En el seu empresonament arran del posterior judici seguia mostrant adhesió a Hitler i el nazisme. Va ser considerat culpable de tots els càrrecs sobre els que se l'acusava i penjat a la forca.